# Gebetsversammlung (Freikirche)
Die Gebetsversammlung oder Gebetsstunde ist in verschiedenen freikirchlichen Glaubensgemeinschaften eine gottesdienstliche Veranstaltung in kleineren Gruppen zu besonderen Anliegen und Themen.
Gebetsstunden können einen inhaltlichen Schwerpunkt haben. In größeren Gemeinden gibt es die Tradition, nach dem gemeinsamen Beginn für den Zwischenteil der Gebetsversammlung in spezielle themenspezifische Gebetskleingruppen zu gehen und das Treffen, oft mit Gesang, wieder gemeinsam zu beenden.
Die Bestandteile der Gebetsversammlungen variieren. Sie können neben Zeiten der Anbetung, des Gebets füreinander oder für ein bestimmtes Anliegen auch das Brotbrechen beinhalten.